# August Krogh
Schack August Steenberg Krogh (n. 15 noiembrie 1874, Grenaa, Regiunea Midtjylland, Danemarca – d. 13 septembrie 1949, Copenhaga, Danemarca) a fost medic și zoolog danez, cunoscut pentru anumite descoperiri în domeniul fiziologiei și mai ales pentru formularea principiului lui Krogh.

## Biografie
Tatăl său, Viggo Krogh, a fost fabricant de bere, constructor naval și editor de ziare, iar mama, Marie Drechmann, era de etnie romă.
Încă din tinerețe, August Krogh era interesat de științele naturii și efectua diverse experimente cu plante și animale. Acest interes a fost stimulat și de zoologul William Sörensen, care i-a prezentat diverse experimente din domeniul fiziologiei.
În 1893, în loc să urmeze o carieră în domeniul naval (cum dorea tatăl său), după încheierea studiilor la gimnaziul de la Aarhus, începe să studieze medicina la Universitatea din Copenhaga. La scurt timp, se reorientează către zoologie și aceasta influențat de profesorul William Sörensen. Acesta îi recomandă să urmeze cursurile medicului Christian Bohr (tată celebrului fizician Niels Bohr), expert în fiziologia respirației și a circulației. În 1897, Krogh începe să lucreze în laboratorul lui Bohr, iar după ce își obține masteratul în știință în 1899, devine asistentul acestui mare medic.
În 1903, obține doctoratul în zoologie în cadrul Universității din Copenhaga.
În 1905, Krogh se căsătorește cu Marie Jørgensen, fiziolog ce de asemenea lucra în cadrul laboratorului lui Bohr. Au avut împreună trei fiice și un fiu. Fiul și cea mai tânără dintre fete au continuat cariera părinților devenind fiziologi.
În 1916, devine profesor titular la Universitatea de la Copenhaga.

## Contribuții
Încă din studenție, Krogh a studiat pe larvele unei specii marine numite Corethra, modul în care funcționează veziculele de aer ale acestora. Dezvoltând tehnica de măsurare a presiunii unui gaz dizolvat într-un fluid, inventează un dispozitiv de măsurare a acesteia, numit microtonometru. Mai mult, cercetările lui Krogh, din 1902, privind cantitatea de oxigen și de dioxid de carbon dizolvate în apa marină au condus la înțelegerea rolului pe care îl joacă oceanul planetar în realizarea circuitului dioxidului de carbon în natură.
În teza sa de doctorat, susținută în 1903, Krogh a demonstrat diferența dintre respirația cutanată și cea pulmonară a broaștei.
De asemenea, Krogh a demonstrat că azotul nu este implicat în metabolismul animal, lucrare pentru care a primit Premiul Seegen din partea Academiei de Științe din Viena.
În 1908, împreună cu soția efectuează o călătorie în Groenlanda pentru a studia regimul alimentar al eschimoșilor (bazat pe carne) și efectele acestuia asupra metabolismului și respirației.
În perioada 1908 - 1912, Krogh continuă cercetările în domeniul respirației în scopul explicării mecanismului prin care oxigenul din plămâni ajunge în sânge. Până atunci, majoritatea oamenilor de știință (printre care Christian Bohr și J. B. S. Haldane) considerau că, în cadrul transferului alveolar al oxigenului către celulele sanguine, plămânii acționează ca o simplă glandă.
Dar domeniul de cercetare care i-a adus Premiul Nobel a fost cel referitor la circulația capilară. Krogh a demonstrat că tensiunea musculară este ușor mai scăzută decât cea din capilare, chiar și atunci când țesutul muscular își desfășoară activitatea, explicând astfel modul cum este mărit aportul de oxigen în țesutul respectiv.
Cercetările lui Krogh privind schimbul de gaze la nivel pulmonar și circulația capilară au condus la îmbunătățirea metodelor chirurgicale în cadrul intervențiilor pe cord deschis.
În 1922, Krogh devine interesat de studiul insulinei, care fusese descoperită cu un an înainte de către Frederick Banting și John James Richard Macleod și izolată de savantul român Nicolae Paulescu.
Krogh promovează promovează producerea insulinei, ca medicament, în Danemarca.

## Recunoștință și apreciere
- 1906: Premiul Seegen din partea Academiei de Științe din Viena;
- 1907: recunoaștere inetrnațională în cadrul Congresului Internațional de Fiziologie de la Heidelberg;
- 1920: Premiul Nobel pentru decoperirea mecanismului reglării circulației capilare în țesutul muscular.